# Moneta coercervea
Moneta coercervea är en spindelart som först beskrevs av Roberts 1978.  Moneta coercervea ingår i släktet Moneta och familjen klotspindlar.
Artens utbredningsområde är Seychellerna. Inga underarter finns listade i Catalogue of Life.